# 瓦當斯格羅夫 (伊利諾伊州)
瓦當斯格羅夫（英語：Waddams Grove）是位於美國伊利諾伊州斯蒂芬森縣的一個非建制地區。該地的面積和人口皆未知。

## 地理
瓦當斯格羅夫的座標為42°25′03″N 89°53′03″W / 42.41750°N 89.88417°W，而該地的平均海拔高度為315米（即1033英尺）。